# Gilbert Emperador
Gilbert Gregorio Emperador (nacido el 8 de junio de 1983) es un futbolista internacional de Curazao que se desempeña en el terreno de juego como delantero. Su último equipo conocido fue el CRKSV Jong Holland de la primera división de fútbol de las Antillas Neerlandesas.

## Trayectoria
- Undeba  2003-2010

- SV Hubentut Fortuna  2010-2013

- CRKSV Jong Holland  2013-2017